# Rude boy
Rude boy, Rudeboy, Rude Boys, rudie, rudi eller rudy er en jamaicansk subkultur, med tætte rødder til ska og reggae. Termen Rude Boy kommer fra det jamaicanske slang-udtryk "rude" der betyder "sej" eller "rå". 

## Baggrund
I de tidlige 1960'ere oplevede Jamaica et opsving i arbejdsløsheden, og ekstrem fattigdom blev et hurtigt voksende problem. I Kingstons ghettoer blev de unge stadigt mere og mere frustrerede, og vold blev et stigende problem. I takt med at de nye jamaicanske musik-genrer blev mere og mere populære blandt ungdommen, opstod den nye ungdomskultur, Rude Boys. Mange Rude Boys blev hyret af de såkaldte "sound systems" til at forstyrre konkurenternes fester, og den slags vold blev et meget stort problem. Rude boys'ene begyndte at gå i sorte jakkesæt, smalle slips og pork-pie hatte for at ligne de amerikanske gangstere. I midten af 1960'erne immigrerede en masse jamaicanske arbejdere til England, en stor del af dem Rude Boys, og mange af dem blev senere til skinheads.

## Eksterne links
- “Rudie’s In Court Now”: The Rudeboy and the Role of Popular Vernaculars in the Politicization of Jamaican Music – af James Mathien, University of Chicago, 2002 (12 s.) Arkiveret 5. juli 2010 hos  Wayback Machine